# Helikopterski prijevoz pacijenata
Helikopterski prijevoz pacijenata djelatnost je hitne medicinske pomoću uporabom posebno opremljenih namjenskih helikoptera.
Glavna svrha usluge helikoptera pružanje zdravstvene zaštite na visokoj razini osobito u udaljenim ili izoliranim područjima s vrlo brzim vremenskim odzivom kako bi se omogućila brza i pravilnu hospitalizaciju pacijenta u bolnicu.
Prijevoz zrakom je brži, udobniji i potencijalno manje rizičan na prijevoza do ambulante posebno na planinskim cestama. 

## Prednost
- dostupnost i u teško dostupnim područjima.
- neovisno o uvjetima na cesti (led, snijeg, kolone).
- brz prijevoz na medicinsku skrb

## Nedostaci
- ovisnost o vremenskim uvjetima i uvjetima vidljivosti.
- noćni zadaci ahtijevaju posebno opremljene helikoptere.

## Financiranje
Financiranje je u većini zemalja Europske unije predmet ugovora s osiguravajućim društvima. Investicijski troškovi za infrastrukturu i troškove leta, medicinske ekipe i operacije su snose obično osiguranja.

## Helikopterski prijevoz pacijenata u Hrvatskoj
U Hrvatskoj hitni medicinski prijevoz vrše helikopteri Hrvatskog ratnog zrakoplovstva (HRZ) i protuzračne obrane (PZO-a) do zdravstvenih ustanova. Tijekom 2011 prevezle su ukupno 490 pacijenata i preko 950 pratitelja.Rabe se transportni helikopterima tipa Mi-8 MTV, Mi-17 1 VA i Mi-171 Sh.

## Vanjske poveznice
|  | Zajednički poslužitelj ima još gradiva o temi Helikopterski prijevoz pacijenata |

- Tanja Pekez-Pavliπko. 2005. Helikopterski prijevoz pacijenata